# Louis II (grand-duc de Bade)
Pour les articles homonymes, voir Louis II.
 (novembre 2009).
Si vous disposez d'ouvrages ou d'articles de référence ou si vous connaissez des sites web de qualité traitant du thème abordé ici, merci de compléter l'article en donnant les références utiles à sa vérifiabilité et en les liant à la section « Notes et références ».
Louis II de Bade (en allemand : Ludwig II von Baden), né le 15 août 1824 à Karlsruhe et mort le 22 janvier 1858 dans la même ville, est grand-duc de Bade de 1852 à 1858.

## Famille
Il est le fils de Léopold Ier de Bade et de Sophie de Suède.

## Biographie

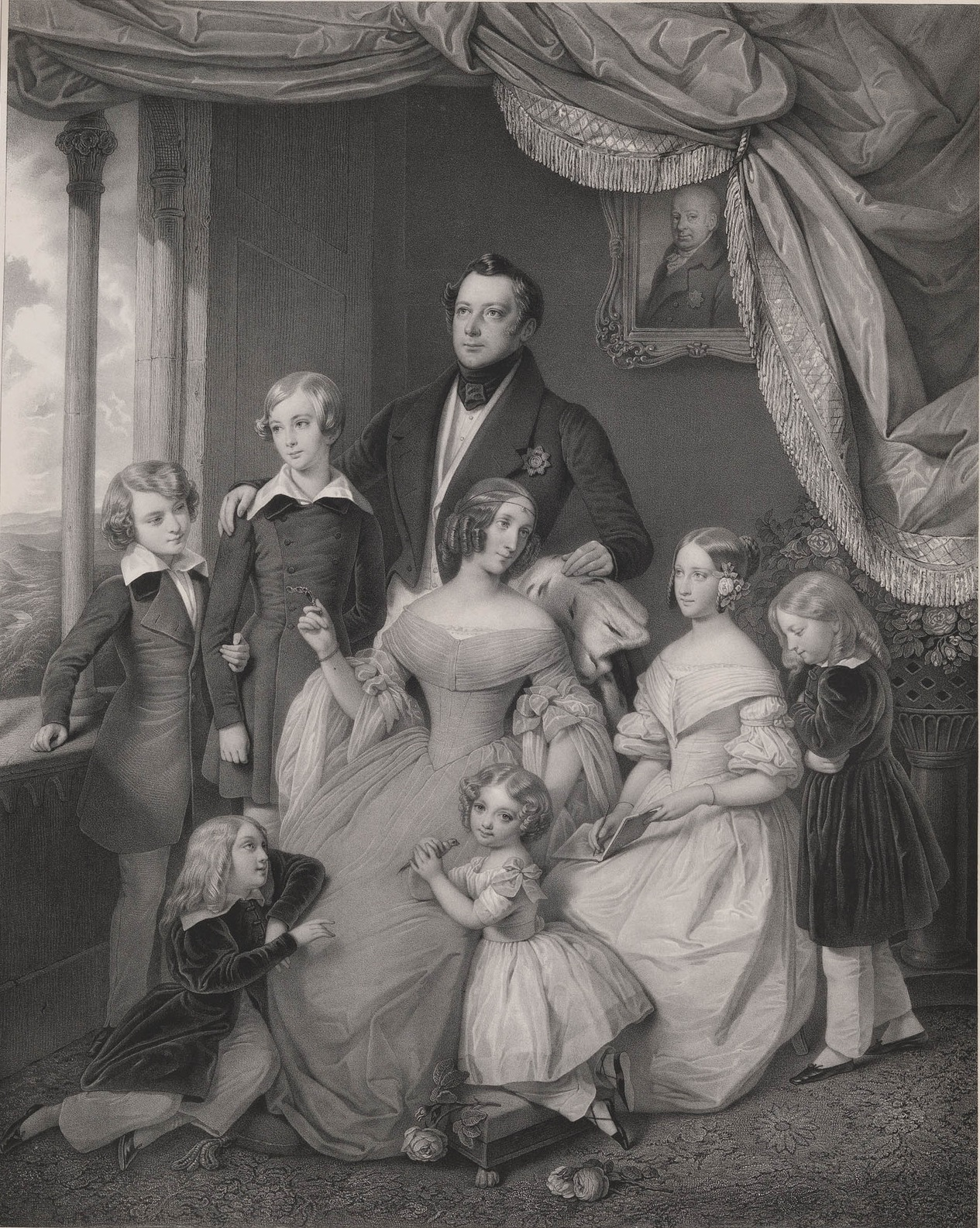
Lithographie de Léopold 1er, avec sa famille, ses fils Louis, et Frédéric, à gauche, Guillaume et Marie, sont aux pieds de leur mère, et enfin Charles et Alexandrine sont à gauche, après 1830.

Issu de la branche morganatique de Hochberg, son père ne fut reconnu dynaste qu'en 1818 en raison de l'extinction imminente de la maison de Bade. On le marie dès l'année suivante avec Sophie de Suède, princesse orpheline qui est sa petite-nièce mais descend du grand-duc Charles Ier de Bade. Les Hochberg acquéraient ainsi un surcroît de légitimité. Le prince Léopold succède sans peine à son demi-frère Louis Ier en 1830. Néanmoins, les débuts de son règne sont marqués par l'affaire Kaspar Hauser. La grande-duchesse Sophie est soupçonnée d'avoir commandité l'assassinat du jeune homme.
Le grand-duc Léopold, régnant malgré lui et songeant ouvertement à abdiquer, sombre dans l'alcoolisme. La révolution de 1848 l'amène à fuir mais il est bientôt restauré. Il meurt en 1852 et son fils, citoyen honorifique de Karlsruhe, lui succède sous le nom de Louis II. Le jeune homme sombre dans la folie, nourrissant une haine profonde envers sa mère. La même année, il est déclaré inapte à régner pour déficience mentale. Son frère cadet, Frédéric, assure la régence du grand-duché jusqu'à sa mort survenue en 1858 puis lui succède sous le nom de Frédéric Ier.
Louis II appartenait à la quatrième branche de la maison de Bade, elle-même issue de la première branche de la maison ducale de Bade.